# Aluminato de sodio
El aluminato sódico es una sustancia química inorgánica que se utiliza como fuente eficaz de hidróxido de aluminio para muchas aplicaciones industriales y técnicas. El aluminato sódico puro (anhidro) es un sólido cristalino de color blanco cuya fórmula puede ser NaAlO2, NaAl(OH)4 (hidratado),Na2O-Al2O3 o Na2Al2O4. El aluminato sódico comercial está disponible en forma de solución o sólido.
Otros compuestos relacionados, a veces llamados aluminato sódico, preparados por reacción de Na2O y Al2O3 son Na5AlO4, que contiene aniones discretos AlO45−, Na7Al3O8 y Na17Al5O16, que contienen aniones poliméricos complejos, y NaAl11O17, que en su día se creyó erróneamente que era β-alúmina, una fase del óxido de aluminio.

## Estructura
El aluminato sódico anhidro, NaAlO2, contiene una estructura tridimensional de tetraedros de AlO4 enlazados por esquinas. La forma hidratada NaAlO2·5/4H2O tiene capas de tetraedros de AlO4 unidos en anillos y las capas se mantienen unidas por iones de sodio y moléculas de agua que establecen enlaces de hidrógeno con los átomos de O de los tetraedros de AlO4.

## Fabricación
El aluminato sódico se fabrica mediante la disolución de hidróxido de aluminio (Al(OH)3) en una solución de sosa cáustica (NaOH). El hidróxido de aluminio (gibbsita) puede disolverse en una solución acuosa de NaOH al 20-25% a una temperatura cercana al punto de ebullición. El uso de soluciones de NaOH más concentradas da lugar a un producto semisólido. El proceso debe llevarse a cabo en recipientes de níquel o acero calentados por vapor, y el hidróxido de aluminio debe hervirse con aproximadamente un 50% de sosa cáustica acuosa hasta que se forme una pulpa. La mezcla final debe verterse en un tanque y enfriarse; entonces se forma una masa sólida que contiene aproximadamente un 70% de NaAlO2. Tras ser triturado, este producto se deshidrata en un horno rotatorio. El producto resultante contiene un 90% de NaAlO2 y un 1% de agua, junto con un 1% de NaOH libre.

## Reacción del aluminio metálico y el álcali
El aluminato sódico también se forma por la acción del hidróxido sódico sobre el aluminio elemental, que es un metal anfótero. La reacción es muy exotérmica una vez establecida y va acompañada de la rápida evolución de hidrógeno gaseoso. La reacción se escribe a veces como:
2Al + 2NaOH + 2H2O → 2NaAlO2 + 3H2
Sin embargo, es probable que la especie producida en solución contenga el ion [Al(OH)4]− o quizás el ion [Al(H2O)2(OH)4]− .

## Usos
En el tratamiento del agua, se utiliza como complemento de los sistemas de ablandamiento del agua, como coagulante para mejorar la floculación y para eliminar la sílice disuelta y los fosfatos.
En la tecnología de la construcción, el aluminato sódico se emplea para acelerar la solidificación del hormigón, principalmente cuando se trabaja durante las heladas.
El aluminato sódico también se utiliza en la industria papelera, para la producción de ladrillos refractarios, la producción de alúmina, etc.
Las soluciones de aluminato sódico son productos intermedios en la producción de zeolitas.